# Red Kola
La Red Kola è una cola ottenuta dall'estratto di frutti come la cola acuminata. Viene prodotta dall'azienda scozzese Barr con sede a Glasgow, che è la maggiore industria di bibite del Regno Unito.